# فلاديمير كوبارا
فلاديمير كوبارا (مواليد 19 فبراير 1994) هو لاعب كرة يد صربي يلعب كحارس مرمى في نادي فيسبرم ومنتخب صربيا.